# Atlas Obscura
Atlas Obscura is een online-encyclopedie, -blog en reisgenootschap uit de Verenigde Staten. De website werd in 2009 opgericht door auteur Joshua Foer en auteur en documentairemaker Dylan Thuras. De website bespreekt ongewone en onbekende reisbestemmingen op basis van door gebruikers aangeleverde informatie. De site schrijft (vaak diepgaande) artikelen over een breed scala aan onderwerpen, zoals geschiedenis, wetenschap, lokale gerechten en geheimzinnige locaties. Ook geeft de website een eigen boek onder dezelfde naam uit met een editie voor volwassenen en een editie voor kinderen.

## Geschiedenis

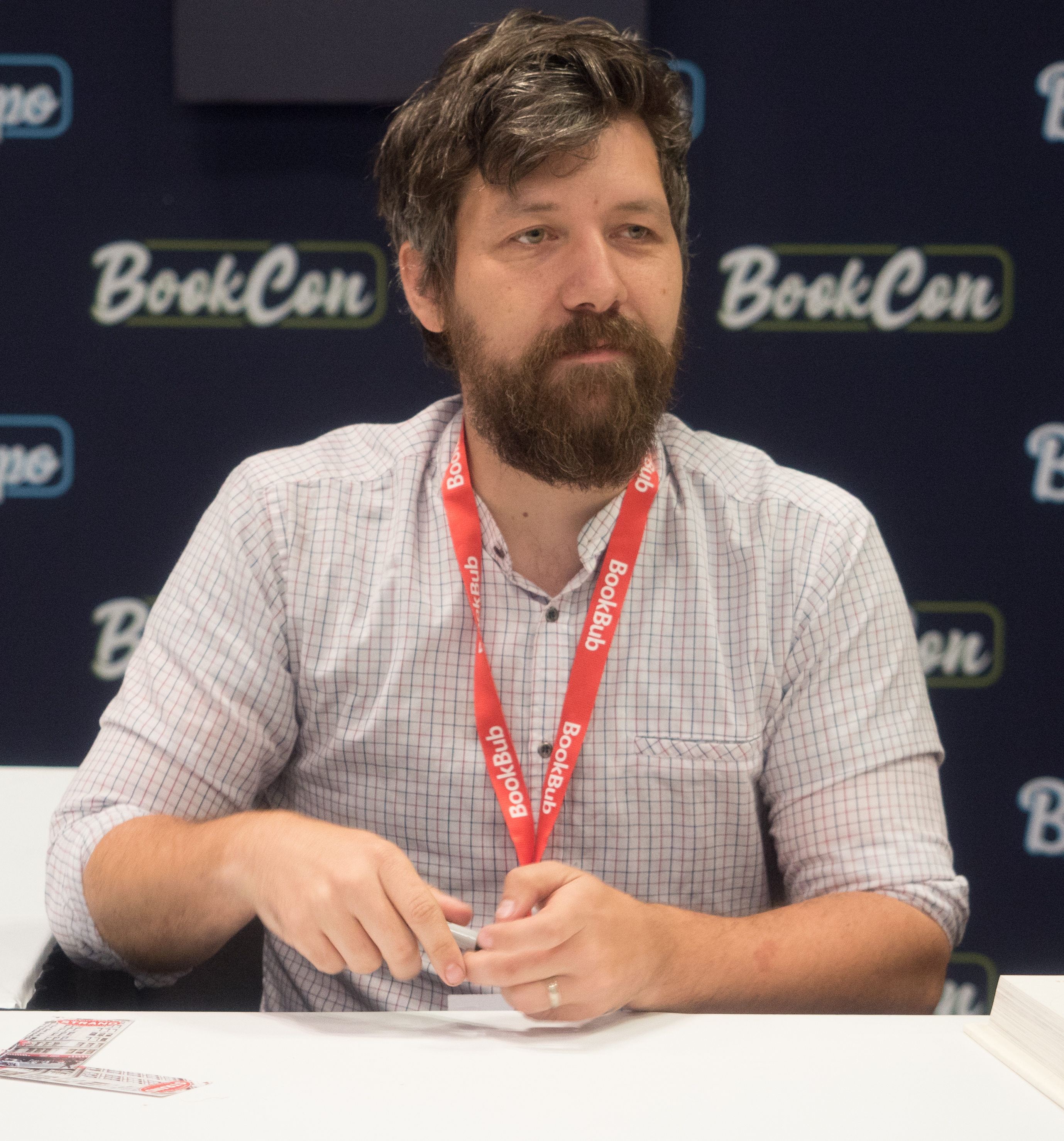
Mede-oprichter Dylan Thuras op BookCon (2019)

Thuras en Foer ontmoetten elkaar voor het eerst in 2007. Naderhand hielden de twee contact en bespraken ze ideeën voor het maken van een bijzonder soort atlas: eentje op basis van ongewone bestemmingen waar toeristen niet snel zouden komen. In 2008 huurde het duo een grafisch ontwerper in om de bijbehorende website te ontwerpen, die in 2009 van start ging onder de naam Atlas Obscura.
David Plotz was vijf jaar lang (oktober 2014—november 2019) bestuursvoorzitter van de site. Warren Webster, voormalig bestuursvoorzitter van uitgever Coveteur en medeoprichter van de website Patch, nam Plotz' positie in maart 2020 over.
In 2015 haalde Atlas Obscura tijdens de allereerste financieringsronde ruim twee miljoen dollar op. Het geld was afkomstig van investeerders en durfkapitaalverstrekkers, waaronder The New York Times. In september 2016 verscheen het eerste door de site geschreven boek genaamd Atlas Obscura: An Explorer's Guide to the World's Hidden Wonders. Het boek werd geschreven door Foer, Thuras en Ella Morton en uitgegeven door de Workman Publishing Company.
Sommer Mathis, voorheen werkzaam bij The Atlantic's CityLab, was van 2017 tot 2020 hoofdredacteur van Atlas Obscura. In 2021 werd ze opgevolgd door Samir Patel, voormalig hoofdredacteur van het tijdschrift Archaeology van het Archaeological Institute of America. In 2020 was hij al toegetreden als redactiechef.

## Obscura Day

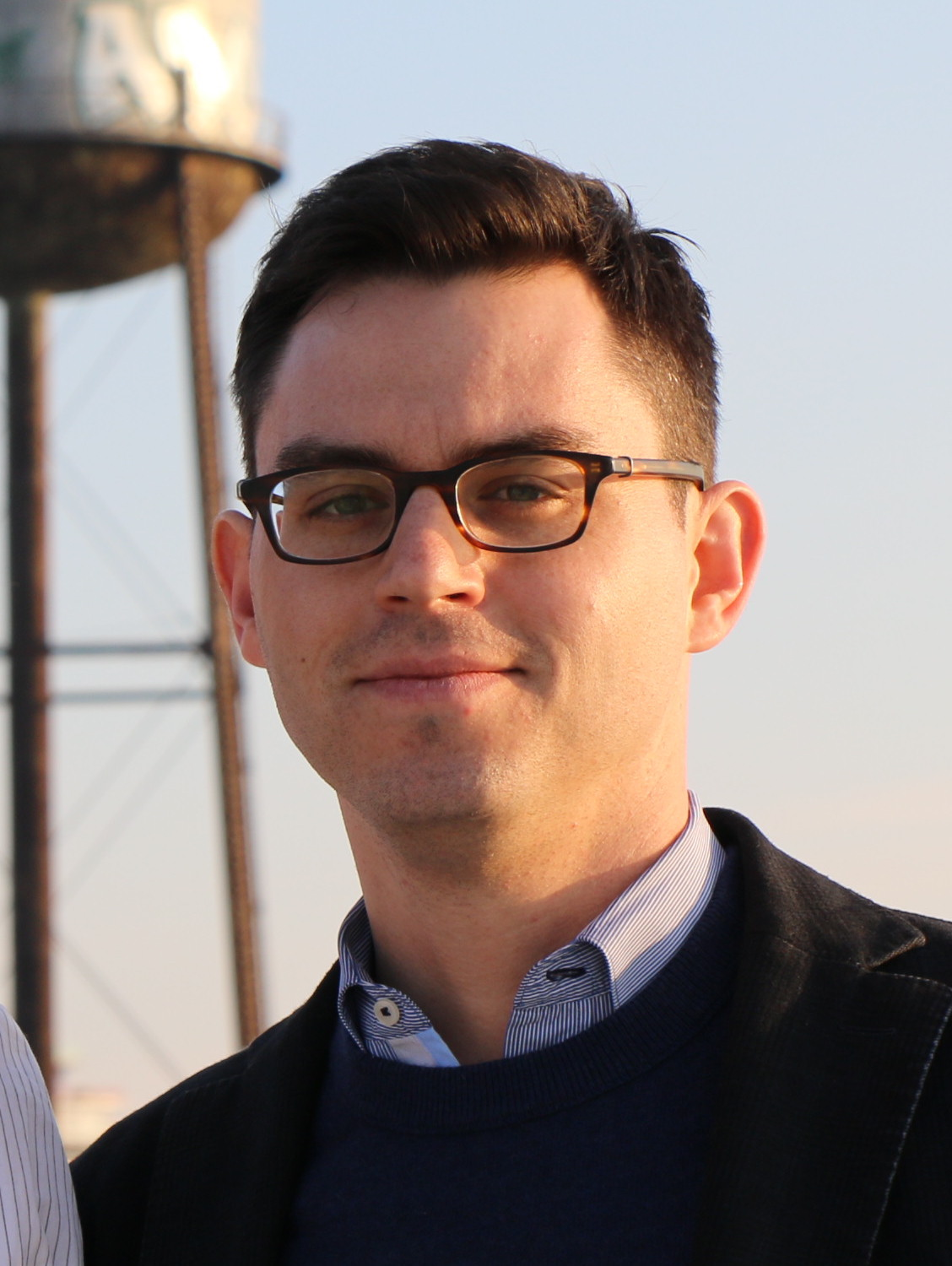
Mede-oprichter Joshua Foer (2013)

In 2010 organiseerde de site voor het eerst een internationaal evenement onder de naam Obscura Day. Volgens Thuras is een van de gedachten achter de site het samenstellen van een wereldwijde gemeenschap die met ons en met elkaar de wijde wereld in trekt en niet alles alleen maar via een beeldscherm bekijkt. Sinds 2021 kent Atlas Obscura tevens zogeheten Atlas Obscura Societies, lokale organisaties die lokale evenementen en dagtochten organiseren in negen steden, zoals New York, Philadelphia, Washington D.C., Chicago, Denver, Los Angeles en Seattle.

## Reisgenootschap
In 2016 bood de site voor het eerst twee reizen onder begeleiding aan. Sindsdien biedt de site diverse reizen aan waar in genootschappen wordt gereisd. De meeste van deze reizen hebben een ongebruikelijk doel, zoals de jaarlijkse reis naar Mexico om de migratie van de monarchvlinder te volgen of de in 2018 gemaakte reis naar Lissabon om te leren hoe pastel de nata wordt gemaakt.

## Gastro Obscura
Bij de tweede financieringsronde in 2017 werd ruim 7,5 miljoen dollar opgehaald. Een van de doelen die hierdoor verwezenlijkt kon worden was het opzetten van een zustersite genaamd Gastro Obscura. De site ging eind 2017 van start en bespreekt kenmerkende eetgelegenheden en recepten uit allerlei culturen.

## Podcast
Door de coronacrisis konden de jaarlijkse reizen van de site niet doorgaan. Atlas Obscura kwam hierdoor op het idee om een podcast over de locaties in kwestie te maken. Sindsdien verschijnt er viermaal per week een nieuwe aflevering van 12 tot 20 minuten. De eerste aflevering was te horen op 26 februari 2021. De eerste langere aflevering, The Gates of Hell, was te horen op 14 maart. In de aflevering werd verteld over een ondergronds vuur in Turkmenistan dat al tijden woedt.